# Valore nominale
In economia e finanza, il valore nominale indica il valore teorico del medesimo bene (ad esempio di un bene, di un titolo o valuta), in contrapposizione al valore di mercato che tiene conto dell'influenza della domanda e dell'offerta del bene sul suo valore e, se applicabili, degli aspetti monetari (svalutazione, inflazione e tasso di cambio).

## Descrizione
Così, ad esempio, per valore nominale di un titolo di credito si intende l'importo riportato (stampato) sul certificato del titolo stesso, in contrapposizione con il corso (valore di mercato) del titolo come determinato da domanda ed offerta del titolo medesimo sul mercato borsistico.
Quando i valori nominali si riferiscono ad ammontari che sono pagati (o riscossi) in termini monetari la correzione degli effetti indotti dall'inflazione su tali ammontari porta alla determinazione del valore di mercato ovvero del valore in termini di potere d'acquisto delle grandezze nominali. 
Esempi di valori espressi in termini monetari che presentano sia un aspetto reale che un aspetto nominale possono essere dati dai salari, dai tassi d'interesse o di cambio così come dal Prodotto interno lordo:
- il salario reale sarà il rapporto tra il salario nominale ed un numero indice di misura del livello dei prezzi (quale, ad esempio, l'indice dei prezzi al consumo);
- il tasso d'interesse reale può essere visto, in prima approssimazione, come differenza fra il tasso d'interesse nominale ed il tasso d'inflazione (con l'ulteriore specificazione di un tasso d'interesse reale atteso se il calcolo è eseguito in relazione al tasso d'inflazione atteso e di un tasso di interesse reale sperimentato ove sia stato considerato l'effettivo tasso d'inflazione di un determinato lasso temporale);
- per quanto riguarda il tasso di cambio si parla di tasso di cambio nominale in riferimento al tasso al quale è possibile effettuare il cambio di un determinato ammontare di una valuta nell'ammontare equivalente di un'altra valuta, mentre si definisce come tasso di cambio reale il tasso al quale è possibile acquistare beni o servizi prodotti in un paese in termini di beni o servizi di un diverso paese (ad esempio, posto che il prezzo di un bene cresca in Italia del 10% e che vi sia, al contempo, un incremento del tasso di cambio nominale tra sterlina ed euro anch'esso pari al 10%: il consumatore italiano sperimenterà l'aumento del prezzo del bene, mentre per il consumatore inglese - che acquista in sterline - tale prezzo rimarrà invece, ed a meno dell'effetto di eventuali tariffe, invariato);
- il Prodotto interno lordo in termini reali sarà calcolato, in prima approssimazione, come somma di tutti i beni e servizi prodotti in un determinato anno, ma calcolati ai prezzi (in base alla media prevalente dei prezzi di ciascun bene o servizio) di un "anno-base"; in tal modo si ottiene la crescita "reale" della produzione di beni e servizi del paese tra i due anni considerati depurandola dalla crescita dovuta all'aumento dei prezzi per la svalutazione della moneta (ad esempio il PIL italiano del 2005 calcolato ai prezzi del 2000 consentirà di determinare la crescita economica in Italia tra i due anni al netto dell'inflazione).

## Valore delle azioni
Nel caso delle azioni il valore nominale è il valore della quota del capitale sociale rappresentato da ogni singola azione, mentre assai diversi possono essere i prezzi, o i valori reali della stessa.
In particolare si distinguono:
- Prezzo di emissione: si tratta del costo reale che viene sopportato dall'investitore che intenda acquistare un certo numero di azioni di una nuova società o di nuova emissione da parte di una società esistente: normalmente viene stabilito un sovrapprezzo di emissione che porta ad un prezzo di emissione spesso molto superiore al valore nominale;
- Valore di mercato: concetto applicato prevalentemente alle società quotate presso la Borsa valori, per le quali corrisponde alla quotazione rilevata a listino all'atto della compravendita del titolo o al momento stabilito dal compratore e dal venditore. Analogo concetto viene applicato in caso di compravendita di quote di società non quotate, quando tale valore viene stabilito esclusivamente tramite un accordo tra le parti o con l'aiuto di un operatore finanziario qualificato, un consulente, solitamente una Banca d'affari;
- Book value: si tratta del valore contabile di una partecipazione che viene iscritto all'attivo nel bilancio della società che la possiede; esso non corrisponde solitamente al valore nominale, bensì al valore di mercato al quale la partecipazione stessa è stata acquisita, eventualmente modificato da rivalutazioni o svalutazioni effettuate successivamente in considerazione dell'andamento positivo o negativo della partecipata.